# Ruby (linguagem de programação)
Ruby é uma linguagem de programação interpretada multiparadigma, de tipagem dinâmica e forte, com gerenciamento de memória automático, originalmente planejada e desenvolvida no Japão em 1995, por Yukihiro "Matz" Matsumoto, para ser usada como linguagem de script. Matsumoto queria desenvolver uma linguagem de script que fosse mais poderosa do que Perl, e mais orientada a objetos do que Python. Ruby suporta programação funcional, orientada a objetos, imperativa e reflexiva. Foi inspirada principalmente por Python, Perl, Smalltalk, Eiffel, Ada e Lisp, sendo muito similar em vários aspectos a Python. Ruby está entre as 10 linguagens mais populares, de acordo com uma pesquisa conduzida pela RedMonk desde 2018.
A implementação 1.8.7 padrão é escrita em C, como uma linguagem de programação de único passe. Não há qualquer especificação da linguagem, assim a implementação original é considerada de fato uma referência. Atualmente, há várias implementações alternativas da linguagem, incluindo YARV, JRuby, Rubinius, IronRuby, MacRuby e HotRuby, cada qual com uma abordagem diferente, com IronRuby, JRuby e MacRuby fornecendo compilação JIT e, JRuby e MacRuby também fornecendo compilação AOT. A partir das séries 1.9 em diante Ruby passou a utilizar por padrão a YARV (Yet Another Ruby VirtualMachine) substituindo a Ruby MRI (Matz's Ruby Interpreter).

## História

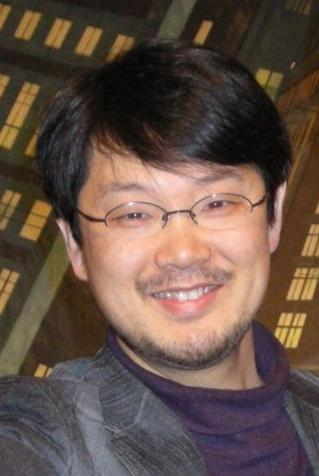
Yukihiro Matsumoto, criador da linguagem Ruby

A linguagem Ruby foi concebida em 24 de fevereiro de 1993 por Yukihiro Matsumoto, que pretendia criar uma nova linguagem que balanceava programação funcional com a programação imperativa. Matsumoto afirmou: "Eu queria uma linguagem de script que fosse mais poderosa do que Perl, e mais orientada a objetos do que Python. É por isso que eu decidi desenvolver minha própria linguagem.".
Após o lançamento do Ruby 1.3 em 1999, iniciou-se a primeira lista de discussão em inglês chamada Ruby-Talk, marcando um interesse crescente na linguagem fora do Japão. Em setembro de 2000, o primeiro livro em inglês, Programming Ruby, foi impresso, sendo mais tarde liberado gratuitamente para o público, ajudando no processo de adoção de Ruby por falantes do inglês.
Por volta de 2005, o interesse pela linguagem Ruby subiu em conjunto com o Ruby on Rails, um framework de aplicações web popular escrito em Ruby. Rails é frequentemente creditada como a aplicação que tornou Ruby "famosa" e a associação é tão forte que ambos são muitas vezes confundidos por programadores que são novos a Ruby.
Até a versão 1.9.2-p290, a linguagem era lançada sob a licença dupla Ruby License / GNU General Public License. A partir da versão 1.9.3-p0, passou a ser lançada sob a licença dupla Ruby License / FreeBSD License (também conhecida como 2-clause BSDL). A partir da versão 2.1.0, o projeto passou a utilizar versionamento semântico. Suporte oficial para a versão 1.9.3 foi encerrado em 23 de fevereiro de 2015.

### Etimologia
O nome Ruby foi decidido durante uma sessão de bate-papo online entre Matsumoto e Keiju Ishitsuka em 24 de fevereiro de 1993, antes que qualquer linha de código tivesse sido escrita para a linguagem. Inicialmente foram propostos dois nomes: "Coral" e "Ruby", sendo esse último nome proposto escolhido mais tarde por Matz em um e-mail para Ishitsuka. Matsumoto explicou mais tarde que o motivo de ter escolhido o nome "Ruby" foi porque essa era a pedra zodiacal de um de seus colegas.

## Características
Uma série de características foram definidas para atender às propostas do Ruby:
- Todas as variáveis são objetos, onde até os "tipos primitivos" (tais como inteiro, real, entre outros) são classes
- Métodos de geração de código em tempo real, como os "attribute accessors"
- Através do RubyGems, é possível instalar e atualizar bibliotecas com uma linha de comando, de maneira similar ao APT do Debian Linux
- Code blocks (blocos de código) passados como parâmetros para métodos; permite a criação de clausuras
- Mixins, uma forma de emular a herança múltipla
- Tipagem dinâmica, mas forte. Isso significa que todas as variáveis devem ter um tipo (fazer parte de uma classe), mas a classe pode ser alterada dinamicamente

Ruby está disponível para diversas plataformas, como Microsoft Windows, Linux, Solaris e Mac OS X, além de também ser executável em cima da máquina virtual Java (através do JRuby) e da máquina virtual Microsoft .NET (através do IronRuby).

### Tipos de dados
Não existem "tipos primitivos" em Ruby; todos os tipos são classes:
- Object é a classe mãe de todas as outras classes em Ruby
  - Numeric é uma classe abstrata que representa números
    - Integer é uma classe que representa números inteiros
      - Fixnum representa números inteiros de precisão fixa
      - Bignum representa números inteiros de precisão infinita, dependente apenas da memória disponível

    - Float é uma classe que representa números de ponto flutuante (números reais)

  - String uma cadeia de caracteres. Pode ser delimitado por apóstrofes (') ou aspas ("). Tudo o que há entre apóstrofes é interpretado literalmente, entre aspas o programador deve se utilizar de símbolos para representar caracteres específicos, como em C. Exemplos: 'azul', "a\nb\nc"
  - Symbol é semelhante a uma string, mas dois símbolos iguais possuem o mesmo endereço de memória, sendo assim é ótimo para se utilizar como índice numa Hash. Porém, devido à sua natureza, o coletor de lixo do Ruby não os elimina. É definido com um sinal de dois pontos (:), por exemplo, :nome
  - Array são arrays dinâmicos, que podem ser usados para representar matrizes e vetores. É delimitado por colchetes ([]) e cada valor é separado por vírgula. Exemplo: [4, 'azul', :termometro]
  - Hash representa um vetor associativo, e, assim como as Arrays, é dinâmica. É delimitada por chaves ({}), e o índice precede o valor com um sinal '=>'. Exemplo: {:controller => 'user', :action => 'index'}. Qualquer objeto pode ser um índice, mas os mais usados são as Strings e os Symbols
  - Regexp representa expressões regulares, delimitadas por //. Funciona de forma semelhante a Perl. Exemplo: /a|ae/

### Declaração de variáveis
Um objeto em Ruby é declarado com uma atribuição comum:
```
class
 
Carro

  
@@marcas
 
=
 
[
 
"Ford"
,
 
"GM"
,
 
"Fiat"
,
 
"VW"
 
]

end

```

Uma variável local é declarada normalmente. Uma variável de instância é declarada com um "@" no nome. Uma variável de classe é declarada com "@@", e uma variável global é declarada com "$". Variáveis que iniciam com uma letra maiúscula são consideradas constantes.
```
class
 
A

  
@@contexto
 
=
 
"classe"

  
def
 
initialize

    
@contexto
 
=
 
"instância"

  
end

  
def
 
contexto

    
@contexto

  
end

  
def
 
A
.
contexto

    
@@contexto

  
end

end

a
 
=
 
A
.
new

a
.
contexto
  
# >> "instância"

A
.
contexto
  
# >> "classe"

```

## Exemplos de código

### Programa Olá Mundo
```
puts
 
"Olá, Mundo!"

```

### Algoritmo de Trabb Pardo-Knuth
```
def
 
f
(
t
)

  
Math
.
sqrt
(
t
.
abs
)
 
+
 
5
 
*
 
t
 
**
 
3

end

a
 
=
 
Array
.
new
(
11
)
 
{
 
gets
.
to_f
 
}

a
.
each_with_index
.
reverse_each
 
do
 
|
t
,
 
i
|

  
y
 
=
 
f
(
t
)

  
puts
 
y
 
>
 
400
 
?
 
"
#{
i
}
 TOO LARGE"
 
:
 
"
#{
i
}
 
#{
y
}
"

end

```

### Strings
Há uma variedade de métodos para definir strings em Ruby. As definições a seguir são equivalentes e suportam interpolação:
```
a
 
=
 
"
\n
Isto é uma string de aspas duplas
\n
"

a
 
=
 
%Q{
\n
Isto é uma string de aspas duplas
\n
}

a
 
=
 
%{
\n
Isto é uma string de aspas duplas
\n
}

a
 
=
 
%/\nIsto é uma string de aspas duplas\n/

a
 
=
 
<<
BLOCO

Isto é uma string de aspas duplas

BLOCO

```

O código a seguir define duas strings "cruas" que são equivalentes:
```
a
 
=
 
'Isto é uma string de aspas simples'

a
 
=
 
%q{Isto é uma string de aspas simples}

```

### Coleções

#### Array
```
a
 
=
 
[
1
,
 
'oi'
,
 
3
.
14
,
 
1
,
 
2
,
 
[
4
,
 
5
]]

a
[
2
]
                      
# => 3.14

a
.
reverse
                 
# => [[4, 5], 2, 1, 3.14, 'oi', 1]

a
.
flatten
.
uniq
            
# => [1, 'oi', 3.14, 2, 4, 5]

a
.
push
(
23
)
                
# a = [1, 'oi', 3.14, 1, 2, [4, 5], 23]

a
 
<<
 
22
                   
# a = [1, 'oi', 3.14, 1, 2, [4, 5], 23, 22]

```

#### Hash
```
hash
 
=
 
{
'água'
 
=>
 
'molhada'
,
 
'fogo'
 
=>
 
'quente'
}

puts
 
hash
[
'fogo'
]
 
# "quente"

hash
.
each_pair
 
do
 
|
chave
,
 
valor
|

  
puts
 
"
#{
chave
}
 é 
#{
valor
}
"

end

# Imprime:

# água é molhada

# fogo é quente

hash
.
delete_if
 
{
|
chave
,
 
valor
|
 
chave
 
==
 
'água'
}
 
# Apaga 'água' => 'molhada'

```

### Blocos e iteradores
Blocos de código (ou code blocks) são trechos de código que são passados como parâmetros para métodos. Blocos são extremamente usados em Ruby.
```
class
 
Paises

  
@paises
 
=
 
[
"Argentina"
,
 
"Brasil"
,
 
"Paraguai"
,
 
"Uruguai"
]

  
def
 
self
.
each

    
for
 
pais
 
in
 
@paises

      
yield
 
pais

    
end

  
end

end

Paises
.
each
 
do
 
|
pais
|

  
puts
 
"Olá, 
#{
pais
}
!"

end

```

Iterando em arrays usando blocos:
```
array
 
=
 
[
1
,
 
'oi'
,
 
3
.
14
]

array
.
each
 
do
 
|
item
|

  
puts
 
item

end

# => 1

# => 'oi'

# => 3.14

# Equivalente, usando chaves:

array
.
each
 
{
 
|
item
|

  
puts
 
item

}

# => 1

# => 'oi'

# => 3.14

```

Em Ruby, a estrutura de repetição for é apenas açúcar sintático para acessar o método each, existente em iteratores.
```
array
 
=
 
[
1
,
 
'oi'
,
 
3
.
14
]

for
 
item
 
in
 
array

  
puts
 
item

end

# => 1

# => 'oi'

# => 3.14

```

Blocos funcionam com muitos métodos padrão; no exemplo a seguir, o uso de blocos com arquivos:
```
File
.
open
(
'arquivo.txt'
,
 
'w'
)
 
do
 
|
arquivo
|

  
for
 
i
 
in
 
(
1
..
3
)
 
do

    
arquivo
.
puts
 
'Olá, Mundo!'

  
end

end
                                  
# O arquivo é fechado automaticamente aqui

File
.
readlines
(
'arquivo.txt'
)
.
each
 
do
 
|
linha
|

  
puts
 
linha

end

# => Olá, Mundo!

# => Olá, Mundo!

# => Olá, Mundo!

```

Criando uma função anônima:
```
proc
 
{
|
arg
|
 
print
 
arg
}

Proc
.
new
 
{
|
arg
|
 
print
 
arg
}

lambda
 
{
|
arg
|
 
print
 
arg
}

```

### Classes
O código a seguir define uma classe chamada Pessoa. Além de initialize, o construtor para criar novos objetos, essa classe tem dois métodos: um que sobre-escreve o operador de comparação > (maior), e sobre-escreve o método to_s (assim o comando puts pode formatar a saída). Aqui attr_reader é um exemplo de metaprogramação em Ruby: attr_reader define o método getter, attr_writer define o método setter, e attr_accessor define ambos. Em Ruby, todos os atributos são privados e todos os métodos públicos, por padrão. Ruby permite definir opcionalmente o tipo de acesso usando três palavras-chave: public (público), private (privado) e protected (protegido). Ruby não suporta sobrecarga de métodos, mas suporta argumentos padrão, que podem ser utilizados para o mesmo fim. Também, o último comando em um método é considerado o seu valor de retorno, permitindo a omissão de um explícito return.
```
class
 
Pessoa

  
attr_reader
 
:nome
,
 
:idade

  
def
 
initialize
(
nome
 
=
 
"Desconhecido"
,
 
idade
)

    
@nome
,
 
@idade
 
=
 
nome
,
 
idade

  
end

  
def
 
>
(
pessoa
)

    
idade
 
>
 
pessoa
.
idade
 
?
 
true
 
:
 
false

  
end

  
def
 
to_s
 
# Método usado pelo método puts() para formatar a saída

    
"
#{
@nome
}
 (
#{
@idade
}
 anos)"

  
end

end

pessoas
 
=
 
[

            
Pessoa
.
new
(
"Ricardo"
,
 
19
),

            
Pessoa
.
new
(
idade
 
=
 
25
)

          
]

puts
 
pessoas
[
0
]

puts
 
pessoas
[
1
]

puts
 
pessoas
[
0
]
 
>
 
pessoas
[
1
]
 
# O mesmo que: pessoas[0].>(pessoas[1])

```

O código acima irá imprimir:
```
Ricardo (19 anos)
Desconhecido (25 anos)
false

```

#### Classes abertas
Em Ruby, as classes nunca são fechadas: você pode sempre adicionar novos métodos a uma classe. Isso se aplica tanto para classes criadas por você, quanto para as classes padrão. Um exemplo simples de adição de um novo método a classe padrão String:
```
class
 
String

  
def
 
iniciais

    
ini
 
=
 
String
.
new

    
for
 
nome
 
in
 
self
.
split
 
do

      
ini
 
+=
 
nome
[
0
]

    
end

    
return
 
ini

  
end

end

puts
 
"Ricardo Silva Veloso"
.
iniciais
 
# Imprime RSV

```

#### Herança
Ruby não suporta herança múltipla. Ao invés disso, Ruby usa Mixins para emular herança múltipla:
```
class
 
Pessoa
 
<
 
Mamifero
 
# Herança de Mamifero

  
include
 
Humano
 
# Emulando herança múltipla

end

```

No exemplo acima, "Humano" é um módulo (module).

### Modules
Além das classes normais, Ruby possui os "Modules", que são classes de classes, permitindo espaço de nomes:
```
module
 
Humano

  
class
 
Classe1

    
def
 
info

      
"
#{
self
.
class
}
 (
\#
#{
self
.
object_id
}
): 
#{
self
.
to_s
}
"

    
end

  
end

end

```

### Tratamento de exceções
Como a maioria das linguagens modernas, Ruby também possui suporte para tratamento de exceção. As palavras-chave para isto são "begin", "rescue" e "ensure". "Begin" inicia um trecho que pode cair em alguma exceção (opcional), "Rescue" determina o comportamento em caso de uma exceção específica ou não e, "Ensure" é o código que será executado independente de ter havido exceção ou não.
```
begin

# Faça algo

rescue

# Trata alguma exceção

else

# Faça isto se nenhuma exceção for lançada

ensure

# Faça isto se alguma ou nenhuma exceção for lançada

end

```

### Ruby para administradores de sistemas
A maioria dos administradores de sistemas Unix utilizam Perl ou shell script como ferramenta para resolver os problemas. Mas é possível usar Ruby ou Python para os mesmos fins. O script abaixo verifica se serviços Web na porta 80 estão acessíveis.
```
require
 
"net/http"

File
.
open
(
"/etc/hosts"
)
.
each_line
 
do
 
|
 
host
 
|

  
conn
 
=
 
Net
::
HTTP
.
new
(
host
.
chomp
,
 
80
)

  
response
,
 
content
 
=
 
conn
.
get
(
"/"
)

  
if
 
response
.
code
.
to_i
 
>=
 
400

    
# Aqui vai a rotina pra enviar e-mail...

  
end

end

```

## Repositórios e bibliotecas
Ruby possui repositórios de bibliotecas disponíveis em sites como Ruby Forge e The Ruby Toolbox; um bastante popular, Ruby Application Archive (RAA), foi descontinuado em agosto de 2013. Existe, ainda, uma ferramenta de instalação de bibliotecas, chamada RubyGems, semelhante aos gerenciadores de pacotes do Linux, como o APT.
Muitos projetos foram movidos para o GitHub, focado em Git, que tinha suporte nativo ao empacotamento do RubyGems. Porém, esse serviço de empacotamento foi descontinuado, em prol de Jeweler e Gemcutter.
O projeto mais famoso desenvolvido em Ruby é o meta-framework Ruby on Rails.